# Pinguicula elongata
Pinguicula elongata är en tätörtsväxtart som beskrevs av Benj.. Pinguicula elongata ingår i släktet tätörter, och familjen tätörtsväxter. Inga underarter finns listade i Catalogue of Life.